# روبرت بالفور
روبرت بالفور (1550–1625) هو فيلسوف ولغوي إسكتلندي.

## حياته الشخصية
ولد بالفور في مقاطعة فورفارشير السابقة في إسكتلندا، (أنجوس حاليا). درس في جامعة سانت أندروز وجامعة باريس القديمة. كان أستاذا لليونانية واللاتينية، بالإضافة إلى الرياضيات. قام بتدريس العلوم الإنسانية في كلية غيان في بوردو، حيث أصبح مديرا لها منذ عام 1586. كان معاصره، توماس ديمبستر، يدعوه بطائر الفينيق.